# Mew Stone
Mew Stone är en ö i Storbritannien.   Den ligger i riksdelen England, i den södra delen av landet, 270 km sydväst om huvudstaden London.